# Дан ван Дейк
Дан ван Дейк (нід. Daan van Dijk, 10 травня 1907 — 22 листопада 1986) — нідерландський велогонщик.
Олімпійський чемпіон 1928 року на тандемах.